# Axel Svenson

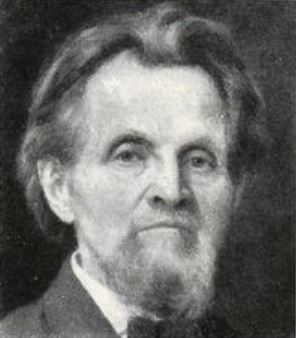
Axel Svenson från Publicistklubben.

Axel Johan Fredrik Svenson, född 28 mars 1852 i Borrby socken, Kristianstads län, död 14 oktober 1928 i Helsingborgs Maria församling, Helsingborg, var en svensk redaktör och författare.
Efter folkskollärarexamen i Växjö 1872 var Svenson lärare vid Köpings folkskola 1873 och vid Ystads folkskola 1873–1891. Han var medarbetare i Öresunds-Posten i Helsingborg från 1891 och dess huvudredaktör 1895–1913.
Han var far till Harry Ebert. Axel Svenson är begravd på Nya kyrkogården i Helsingborg.